# 国家地方警察静岡県本部
国家地方警察静岡県本部（こっかちほうけいさつしずおかけんほんぶ）は、旧警察法時代に存在した静岡県の都道府県国家地方警察で、自治体警察を設けない地域を管轄区域とする。また国家地方警察東京警察管区本部の行政管理を受ける。
1954年（昭和29年）の新警察法の公布により廃止され、新たに都道府県警察として静岡県警察が発足した。

## 沿革
- 1948年（昭和23年）3月7日　旧警察法施行により国家地方警察静岡県本部発足。４部10課、警察学校、14地区警察署を設置。初代警察長に加藤陽三が就任。
- 1950年（昭和25年）4月15日　警察長に熊野徳次郎警視が就任。
- 1951年（昭和26年）6月12日　警察法改正施行。
- 1951年（昭和26年）8月23日～9月28日　県下30町6村で自治体警察廃止を問う住民投票を実施、全36町村で廃止賛成が多数となり、自治体警察廃止を決定。
- 1951年（昭和26年）9月30日　30町6村の自治体警察廃止。
- 1951年（昭和26年）10月1日　36町村の自治体警察の廃止に伴い、地区警察署を再編・増設し、20地区警察署とする。
- 1952年（昭和27年）4月1日　蒲原町警察署を廃止し、庵原地区警察署の管轄区域の一部とともに東庵原地区警察署を新設。庵原地区警察署を西庵原地区警察署に改称する。相良町警察署、金谷町警察署、吉田村警察署を廃止し、榛原地区警察署の管轄区域に編入。志太地区警察署および榛原地区警察署の管轄区域の一部を分離し、大井川地区警察署を旧金谷町警察署跡に新設。
- 1952年（昭和27年）6月1日　原町警察署を廃止し、南駿東地区警察署の管轄区域に編入。笠井町警察署、中ノ町村警察署、和田村警察署を廃止し、東浜名地区警察署の管轄区域に編入。舞阪町警察署、鷲津町警察署を廃止し、西浜名地区警察署の管轄区域に編入。
- 1953年（昭和28年）1月1日：　横須賀町警察署を廃止し、西小笠地区警察署の管轄区域に編入。
- 1954年（昭和29年）6月30日　新警察法施行により廃止。

## 組織
1948年（昭和23年）3月7日発足時点
- 総務部
  - 秘書調査課、会計課
- 警務部 　 
  - 人事装備課、教養課
- 刑事部 　 
  - 防犯統計課、捜査課、鑑識課
- 警備部 　 
  - 警備課、交通課、通信課
- 警察学校

## 地区警察署[1]
1948年（昭和23年）3月7日発足時
| 警察署           | 所在地                   | 備考                     |
| ---------------- | ------------------------ | ------------------------ |
| 賀茂地区警察署   | 賀茂郡下田町字山岸1005-1 | 下田町警察署と同一所在地 |
| 田方地区警察署   | 三島市田町1403-1         | 三島市警察署と同一所在地 |
| 駿東地区警察署   | 沼津市上町11             | 沼津市警察署と同一所在地 |
| 富士地区警察署   | 富士郡吉原町426-1        | 吉原町警察署と同一所在地 |
| 庵原地区警察署   | 清水市大和町1181-1       | 清水市警察署と同一所在地 |
| 安倍地区警察署   | 静岡市追手町37-1         | 静岡市警察署と同一所在地 |
| 志太地区警察署   | 志太郡藤枝町市部593-1    | 藤枝町警察署と同一所在地 |
| 榛原地区警察署   | 榛原郡川崎町静波2494     | 川崎町警察署と同一所在地 |
| 小笠地区警察署   | 小笠郡掛川町掛川671-1    | 掛川町警察署と同一所在地 |
| 周智地区警察署   | 周智郡森町森175-1        | 森町警察署と同一所在地   |
| 北磐田地区警察署 | 磐田郡二俣町二俣1162-1   | 二俣町警察署と同一所在地 |
| 南磐田地区警察署 | 磐田郡磐田町見付2531-1   | 磐田町警察署と同一所在地 |
| 浜名地区警察署   | 浜松市鴨江町1            | 浜松市警察署と同一所在地 |
| 引佐地区警察署   | 引佐郡気賀町気賀958      | 気賀町警察署と同一所在地 |

1951年（昭和26年）10月1日
| 警察署           | 所在地                   |
| ---------------- | ------------------------ |
| 東賀茂地区警察署 | 賀茂郡下田町字山岸1005-1 |
| 西賀茂地区警察署 | 賀茂郡松崎町中町211-1    |
| 南田方地区警察署 | 田方郡大仁町大仁45       |
| 北田方地区警察署 | 三島市田町1403-4         |
| 南駿東地区警察署 | 沼津市三枚橋平町1        |
| 北駿東地区警察署 | 駿東郡御殿場町上町31     |
| 富士地区警察署   | 吉原市西仲町422-1        |
| 庵原地区警察署   | 清水市大和町6            |
| 安倍地区警察署   | 静岡市追手町37-1         |
| 志太地区警察署   | 志太郡藤枝町市部593-1    |
| 榛原地区警察署   | 榛原郡川崎町静波2494     |
| 東小笠地区警察署 | 小笠郡堀之内町堀之内231  |
| 西小笠地区警察署 | 小笠郡掛川町掛川671-1    |
| 周智地区警察署   | 周智郡森町森175-1        |
| 南磐田地区警察署 | 磐田市見付2531-1         |
| 中磐田地区警察署 | 磐田郡二俣町二俣1162-1   |
| 北磐田地区警察署 | 磐田郡水窪町奥領家2485   |
| 東浜名地区警察署 | 浜松市元城町仮2          |
| 西浜名地区警察署 | 浜名郡新居町新居1311     |
| 引佐地区警察署   | 引佐郡気賀町気賀958      |

- 1952年（昭和27年）4月1日：　蒲原町警察署を廃止し、庵原地区警察署の管轄区域の一部とともに東庵原地区警察署を新設。庵原地区警察署を西庵原地区警察署に改称する。相良町警察署、金谷町警察署、吉田村警察署を廃止し、榛原地区警察署の管轄区域に編入。志太地区警察署および榛原地区警察署の管轄区域の一部を分離し、大井川地区警察署を新設。

| 警察署           | 所在地                    |
| ---------------- | ------------------------- |
| 東庵原地区警察署 | 庵原郡蒲原町黄金2391-7    |
| 西庵原地区警察署 | 清水市大和町6             |
| 大井川地区警察署 | 榛原郡金谷町金谷河原367-5 |

### 管轄区域の変遷
| 郡                       | 市町村                                                                               | 静岡県警察部時代 | 1948年（昭和23年）3月7日 | 1951年（昭和26年）10月1日 | 1952年（昭和27年）4月1日 | 1954年（昭和29年）6月30日廃止時点 | 新警察法施行   | 現在           | 現在の市町村 |
| ------------------------ | ------------------------------------------------------------------------------------ | ---------------- | ------------------------ | ------------------------- | ------------------------ | --------------------------------- | -------------- | -------------- | ------------ |
| 賀茂郡                   | 稲取町                                                                               | 下田警察署       | 稲取町警察               | 東賀茂地区警察署          | 東賀茂地区警察署         | 東賀茂地区警察署                  | 下田警察署     | 下田警察署     | 東伊豆町     |
| 賀茂郡                   | 城東村                                                                               | 下田警察署       | 賀茂地区警察署           | 東賀茂地区警察署          | 東賀茂地区警察署         | 東賀茂地区警察署                  | 下田警察署     | 下田警察署     | 東伊豆町     |
| 賀茂郡                   | 下河津村、上河津村                                                                   | 下田警察署       | 賀茂地区警察署           | 東賀茂地区警察署          | 東賀茂地区警察署         | 東賀茂地区警察署                  | 下田警察署     | 下田警察署     | 河津町       |
| 賀茂郡                   | 稲梓村、稲生沢村、白浜村、浜崎村、朝日村                                             | 下田警察署       | 賀茂地区警察署           | 東賀茂地区警察署          | 東賀茂地区警察署         | 東賀茂地区警察署                  | 下田警察署     | 下田警察署     | 下田市       |
| 賀茂郡                   | 下田町                                                                               | 下田警察署       | 下田町警察               | 東賀茂地区警察署          | 東賀茂地区警察署         | 東賀茂地区警察署                  | 下田警察署     | 下田警察署     | 下田市       |
| 賀茂郡                   | 竹麻村、南崎村、南中村、南上村、三坂村、三浜村                                       | 下田警察署       | 賀茂地区警察署           | 東賀茂地区警察署          | 東賀茂地区警察署         | 東賀茂地区警察署                  | 下田警察署     | 下田警察署     | 南伊豆町     |
| 賀茂郡                   | 松崎町                                                                               | 松崎警察署       | 賀茂地区警察署           | 西賀茂地区警察署          | 西賀茂地区警察署         | 西賀茂地区警察署                  | 松崎警察署     | 下田警察署     | 松崎町       |
| 賀茂郡                   | 中川村、岩科村                                                                       | 松崎警察署       | 賀茂地区警察署           | 西賀茂地区警察署          | 西賀茂地区警察署         | 西賀茂地区警察署                  | 松崎警察署     | 下田警察署     | 松崎町       |
| 賀茂郡                   | 仁科村、田子村                                                                       | 松崎警察署       | 賀茂地区警察署           | 西賀茂地区警察署          | 西賀茂地区警察署         | 西賀茂地区警察署                  | 松崎警察署     | 下田警察署     | 西伊豆町     |
| 賀茂郡                   | 安良里村、宇久須村                                                                   | 松崎警察署       | 賀茂地区警察署           | 西賀茂地区警察署          | 西賀茂地区警察署         | 西賀茂地区警察署                  | 松崎警察署     | 下田警察署     | 西伊豆町     |
| 熱海市                   | 熱海市                                                                               | 熱海警察署       | 熱海市警察署             | 熱海市警察署              | 熱海市警察署             | 熱海市警察署                      | 熱海警察署     | 熱海警察署     | 熱海市       |
| 田方郡                   | 網代町                                                                               | 熱海警察署       | 田方地区警察署           | 北田方地区警察署          | 北田方地区警察署         | 北田方地区警察署                  | 熱海警察署     | 熱海警察署     | 熱海市       |
| 田方郡                   | 対島村                                                                               | 伊東警察署       | 田方地区警察署           | 北田方地区警察署          | 北田方地区警察署         | 北田方地区警察署                  | 伊東警察署     | 伊東警察署     | 伊東市       |
| 田方郡                   | 宇佐美村                                                                             | 伊東警察署       | 宇佐美村警察             | 北田方地区警察署          | 北田方地区警察署         | 北田方地区警察署                  | 伊東警察署     | 伊東警察署     | 伊東市       |
| 伊東市                   | 伊東市                                                                               | 伊東警察署       | 伊東市警察署             | 伊東市                    | 伊東市警察               | 伊東市警察                        | 伊東警察署     | 伊東警察署     | 伊東市       |
| 三島市                   | 三島市                                                                               | 三島警察署       | 三島市警察               | 三島市警察                | 三島市警察               | 三島市警察                        | 三島警察署     | 三島警察署     | 三島市       |
| 田方郡                   | 中郷村 （1954年3月31日三島市に編入）                                                 | 三島警察署       | 田方地区警察署           | 北田方地区警察署          | 北田方地区警察署         | 三島市警察                        | 三島警察署     | 三島警察署     | 三島市       |
| 田方郡                   | 伊豆長岡町                                                                           | 三島警察署       | 伊豆長岡町警察           | 北田方地区警察署          | 北田方地区警察署         | 北田方地区警察署                  | 三島警察署     | 大仁警察署     | 伊豆の国市   |
| 田方郡                   | 江間村 （1954年3月31日伊豆長岡町に編入）                                             | 三島警察署       | 田方地区警察署           | 北田方地区警察署          | 北田方地区警察署         | 北田方地区警察署                  | 三島警察署     | 大仁警察署     | 伊豆の国市   |
| 田方郡                   | 韮山村                                                                               | 三島警察署       | 田方地区警察署           | 北田方地区警察署          | 北田方地区警察署         | 北田方地区警察署                  | 三島警察署     | 大仁警察署     | 伊豆の国市   |
| 田方郡                   | 函南村                                                                               | 三島警察署       | 田方地区警察署           | 北田方地区警察署          | 北田方地区警察署         | 北田方地区警察署                  | 三島警察署     | 大仁警察署     | 函南町       |
| 田方郡                   | 内浦村、西浦村                                                                       | 三島警察署       | 田方地区警察署           | 北田方地区警察署          | 北田方地区警察署         | 北田方地区警察署                  | 三島警察署     | 沼津警察署     | 沼津市       |
| 田方郡                   | 戸田村                                                                               | 大仁警察署       | 田方地区警察署           | 南田方地区警察署          | 南田方地区警察署         | 南田方地区警察署                  | 大仁警察署     | 沼津警察署     | 沼津市       |
| 田方郡                   | 大仁町                                                                               | 大仁警察署       | 大仁町警察               | 南田方地区警察署          | 南田方地区警察署         | 南田方地区警察署                  | 大仁警察署     | 大仁警察署     | 伊豆の国市   |
| 田方郡                   | 北狩野村（田原野、浮橋、下畑）                                                       | 大仁警察署       | 田方地区警察署           | 南田方地区警察署          | 南田方地区警察署         | 南田方地区警察署                  | 大仁警察署     | 大仁警察署     | 伊豆の国市   |
| 田方郡                   | 北狩野村（牧之郷、年川、大野、柏久保）                                               | 大仁警察署       | 田方地区警察署           | 南田方地区警察署          | 南田方地区警察署         | 南田方地区警察署                  | 大仁警察署     | 大仁警察署     | 伊豆市       |
| 田方郡                   | 下狩野村                                                                             | 大仁警察署       | 田方地区警察署           | 南田方地区警察署          | 南田方地区警察署         | 南田方地区警察署                  | 大仁警察署     | 大仁警察署     | 伊豆市       |
| 田方郡                   | 修善寺町                                                                             | 大仁警察署       | 修善寺町警察             | 南田方地区警察署          | 南田方地区警察署         | 南田方地区警察署                  | 大仁警察署     | 大仁警察署     | 伊豆市       |
| 田方郡                   | 土肥町                                                                               | 大仁警察署       | 土肥町警察               | 南田方地区警察署          | 南田方地区警察署         | 南田方地区警察署                  | 大仁警察署     | 大仁警察署     | 伊豆市       |
| 田方郡                   | 西豆村                                                                               | 大仁警察署       | 田方地区警察署           | 南田方地区警察署          | 南田方地区警察署         | 南田方地区警察署                  | 大仁警察署     | 大仁警察署     | 伊豆市       |
| 田方郡                   | 中狩野村、上狩野村                                                                   | 大仁警察署       | 田方地区警察署           | 南田方地区警察署          | 南田方地区警察署         | 南田方地区警察署                  | 大仁警察署     | 大仁警察署     | 伊豆市       |
| 田方郡                   | 下大見村、中大見村、上大見村                                                         | 大仁警察署       | 田方地区警察署           | 南田方地区警察署          | 南田方地区警察署         | 南田方地区警察署                  | 大仁警察署     | 大仁警察署     | 伊豆市       |
| 沼津市                   | 沼津市                                                                               | 沼津警察署       | 沼津市警察               | 沼津市警察                | 沼津市警察               | 沼津市警察                        | 沼津警察署     | 沼津警察署     | 沼津市       |
| 駿東郡                   | 原町                                                                                 | 沼津警察署       | 原町警察                 | 原町警察                  | 原町警察                 | 南駿東地区警察署                  | 沼津警察署     | 沼津警察署     | 沼津市       |
| 駿東郡                   | 浮島村、愛鷹村、大平村                                                               | 沼津警察署       | 駿東地区警察署           | 南駿東地区警察署          | 南駿東地区警察署         | 南駿東地区警察署                  | 沼津警察署     | 沼津警察署     | 沼津市       |
| 駿東郡                   | 清水村                                                                               | 沼津警察署       | 駿東地区警察署           | 南駿東地区警察署          | 南駿東地区警察署         | 南駿東地区警察署                  | 沼津警察署     | 沼津警察署     | 清水町       |
| 駿東郡                   | 長泉村                                                                               | 沼津警察署       | 長泉村警察               | 南駿東地区警察署          | 南駿東地区警察署         | 南駿東地区警察署                  | 沼津警察署     | 裾野警察署     | 長泉町       |
| 駿東郡                   | 泉村 （1952年4月1日裾野町新設）                                                      | 沼津警察署       | 泉村警察                 | 南駿東地区警察署          | 南駿東地区警察署         | 南駿東地区警察署                  | 沼津警察署     | 裾野警察署     | 裾野市       |
| 駿東郡                   | 小泉村 （1952年4月1日裾野町新設）                                                    | 沼津警察署       | 駿東地区警察署           | 南駿東地区警察署          | 南駿東地区警察署         | 南駿東地区警察署                  | 沼津警察署     | 裾野警察署     | 裾野市       |
| 駿東郡                   | 深良村、富岡村                                                                       | 沼津警察署       | 駿東地区警察署           | 南駿東地区警察署          | 南駿東地区警察署         | 南駿東地区警察署                  | 沼津警察署     | 裾野警察署     | 裾野市       |
| 駿東郡                   | 須山村                                                                               | 御殿場警察署     | 駿東地区警察署           | 北駿東地区警察署          | 北駿東地区警察署         | 北駿東地区警察署                  | 御殿場警察署   | 裾野警察署     | 裾野市       |
| 駿東郡                   | 富士岡村、原里村、印野村、玉穂村                                                     | 御殿場警察署     | 駿東地区警察署           | 北駿東地区警察署          | 北駿東地区警察署         | 北駿東地区警察署                  | 御殿場警察署   | 御殿場警察署   | 御殿場市     |
| 駿東郡                   | 御殿場町                                                                             | 御殿場警察署     | 御殿場町警察             | 北駿東地区警察署          | 北駿東地区警察署         | 北駿東地区警察署                  | 御殿場警察署   | 御殿場警察署   | 御殿場市     |
| 駿東郡                   | 高根村                                                                               | 御殿場警察署     | 駿東地区警察署           | 北駿東地区警察署          | 北駿東地区警察署         | 北駿東地区警察署                  | 御殿場警察署   | 御殿場警察署   | 御殿場市     |
| 駿東郡                   | 須走村、北郷村、足柄村                                                               | 御殿場警察署     | 駿東地区警察署           | 北駿東地区警察署          | 北駿東地区警察署         | 北駿東地区警察署                  | 御殿場警察署   | 御殿場警察署   | 小山町       |
| 駿東郡                   | 小山町                                                                               | 御殿場警察署     | 小山町警察               | 小山町警察                | 小山町警察               | 小山町警察                        | 御殿場警察署   | 御殿場警察署   | 小山町       |
| 富士郡                   | 吉原町（1948年4月1日市制施行）                                                       | 吉原警察署       | 吉原町警察               | 吉原市警察                | 吉原市警察               | 吉原市警察                        | 吉原警察署     | 富士警察署     | 富士市       |
| 富士郡                   | 元吉原村                                                                             | 吉原警察署       | 元吉原村警察             | 富士地区警察署            | 富士地区警察署           | 富士地区警察署                    | 吉原警察署     | 富士警察署     | 富士市       |
| 富士郡                   | 須津村、吉永村、原田村                                                               | 吉原警察署       | 富士地区警察署           | 富士地区警察署            | 富士地区警察署           | 富士地区警察署                    | 吉原警察署     | 富士警察署     | 富士市       |
| 富士郡                   | 大淵村                                                                               | 吉原警察署       | 富士地区警察署           | 富士地区警察署            | 富士地区警察署           | 富士地区警察署                    | 吉原警察署     | 富士警察署     | 富士市       |
| 富士郡                   | 田子の浦村、岩松村 （1954年4月1日合併、富士市新設）                                  | 吉原警察署       | 富士地区警察署           | 富士地区警察署            | 富士地区警察署           | 富士地区警察署                    | 富士警察署     | 富士警察署     | 富士市       |
| 富士郡                   | 富士町 （1954年4月1日合併、富士市新設）                                              | 吉原警察署       | 富士町警察               | 富士地区警察署            | 富士地区警察署           | 富士地区警察署                    | 富士警察署     | 富士警察署     | 富士市       |
| 富士郡                   | 鷹岡町                                                                               | 吉原警察署       | 鷹岡町警察               | 富士地区警察署            | 富士地区警察署           | 富士地区警察署                    | 富士警察署     | 富士警察署     | 富士市       |
| 富士郡                   | 富士根村、北山村、上井出村、白糸村、上野村                                           | 富士宮警察署     | 富士地区警察署           | 富士地区警察署            | 富士地区警察署           | 富士地区警察署                    | 富士宮警察署   | 富士宮警察署   | 富士宮市     |
| 富士郡                   | 柚野村、芝富村                                                                       | 富士宮警察署     | 富士地区警察署           | 富士地区警察署            | 富士地区警察署           | 富士地区警察署                    | 富士宮警察署   | 富士宮警察署   | 富士宮市     |
| 富士宮市                 | 富士宮市                                                                             | 富士宮警察署     | 富士宮市警察             | 富士宮市警察              | 富士宮市警察             | 富士宮市警察                      | 富士宮警察署   | 富士宮警察署   | 富士宮市     |
| 庵原郡                   | 内房村                                                                               | 清水警察署       | 庵原地区警察署           | 庵原地区警察署            | 東庵原地区警察署         | 東庵原地区警察署                  | 蒲原警察署     | 富士宮警察署   | 富士宮市     |
| 庵原郡                   | 松野村                                                                               | 清水警察署       | 庵原地区警察署           | 庵原地区警察署            | 東庵原地区警察署         | 東庵原地区警察署                  | 蒲原警察署     | 富士警察署     | 富士市       |
| 庵原郡                   | 富士川町                                                                             | 清水警察署       | 富士川町警察             | 庵原地区警察署            | 東庵原地区警察署         | 東庵原地区警察署                  | 蒲原警察署     | 富士警察署     | 富士市       |
| 庵原郡                   | 蒲原町                                                                               | 清水警察署       | 蒲原町警察               | 蒲原町警察                | 東庵原地区警察署         | 東庵原地区警察署                  | 蒲原警察署     | 清水警察署     | 静岡市清水区 |
| 庵原郡                   | 由比町                                                                               | 清水警察署       | 由比町警察               | 庵原地区警察署            | 東庵原地区警察署         | 東庵原地区警察署                  | 蒲原警察署     | 清水警察署     | 静岡市清水区 |
| 庵原郡                   | 興津町                                                                               | 清水警察署       | 興津町警察               | 庵原地区警察署            | 西庵原地区警察署         | 西庵原地区警察署                  | 清水警察署     | 清水警察署     | 静岡市清水区 |
| 庵原郡                   | 小島村、両河内村、庵原村                                                             | 清水警察署       | 庵原地区警察署           | 庵原地区警察署            | 西庵原地区警察署         | 西庵原地区警察署                  | 清水警察署     | 清水警察署     | 静岡市清水区 |
| 庵原郡                   | 柚師町                                                                               | 清水警察署       | 柚師町警察               | 庵原地区警察署            | 西庵原地区警察署         | 西庵原地区警察署                  | 清水警察署     | 清水警察署     | 静岡市清水区 |
| 清水市                   | 清水市                                                                               | 清水警察署       | 清水市警察               | 清水市警察                | 清水市警察               | 清水市警察                        | 清水警察署     | 清水警察署     | 静岡市清水区 |
| 庵原郡                   | 飯田村 （1954年2月11日清水市に編入）                                                 | 清水警察署       | 庵原地区警察署           | 庵原地区警察署            | 西庵原地区警察署         | 清水市警察                        | 清水警察署     | 清水警察署     | 静岡市清水区 |
| 庵原郡                   | 高部村 （1954年4月1日清水市に編入）                                                  | 清水警察署       | 庵原地区警察署           | 庵原地区警察署            | 西庵原地区警察署         | 清水市警察                        | 清水警察署     | 清水警察署     | 静岡市清水区 |
| 安倍郡                   | 有度村                                                                               | 静岡警察署       | 安倍地区警察署           | 安倍地区警察署            | 安倍地区警察署           | 安倍地区警察署                    | 静岡南警察署   | 清水警察署     | 静岡市清水区 |
| 静岡市                   | 静岡市                                                                               | 静岡警察署       | 静岡市警察               | 静岡市警察                | 静岡市南警察署           | 静岡市南警察署                    | 静岡南警察署   | 静岡南警察署   | 静岡市駿河区 |
| 静岡市                   | 静岡市                                                                               | 静岡警察署       | 静岡市警察               | 静岡市警察                | 静岡市中央警察署         | 静岡市中央警察署                  | 静岡中央警察署 | 静岡中央警察署 | 静岡市葵区   |
| 庵原郡                   | 西奈村 （1948年4月10日静岡市に編入）                                                 | 清水警察署       | 庵原地区警察署           | 静岡市警察                | 静岡市中央警察署         | 静岡市中央警察署                  | 静岡中央警察署 | 静岡中央警察署 | 静岡市葵区   |
| 安倍郡                   | 大河内村、梅ヶ島村、玉川村、井川村 美和村、服織村、中藁科村、南藁科村 清沢村、大川村 | 静岡警察署       | 安倍地区警察署           | 安倍地区警察署            | 安倍地区警察署           | 安倍地区警察署                    | 静岡中央警察署 | 静岡中央警察署 | 静岡市葵区   |
| 志太郡                   | 焼津町 （1951年3月1日市制施行）                                                      | 藤枝警察署       | 焼津町警察               | 焼津市警察                | 焼津市警察               | 焼津市警察                        | 焼津警察署     | 焼津警察署     | 焼津市       |
| 志太郡                   | 豊田村 （1953年11月1日焼津市に編入）                                                 | 藤枝警察署       | 志太地区警察署           | 志太地区警察署            | 志太地区警察署           | 焼津市警察                        | 焼津警察署     | 焼津警察署     | 焼津市       |
| 志太郡                   | 小川村 （1952年10月1日町制施行）                                                     | 藤枝警察署       | 志太地区警察署           | 志太地区警察署            | 志太地区警察署           | 志太地区警察署                    | 焼津警察署     | 焼津警察署     | 焼津市       |
| 志太郡                   | 東益津村、大富村、和田村                                                             | 藤枝警察署       | 志太地区警察署           | 志太地区警察署            | 志太地区警察署           | 志太地区警察署                    | 焼津警察署     | 焼津警察署     | 焼津市       |
| 志太郡                   | 静浜村、相川村、吉永村                                                               | 藤枝警察署       | 志太地区警察署           | 志太地区警察署            | 志太地区警察署           | 志太地区警察署                    | 藤枝警察署     | 焼津警察署     | 焼津市       |
| 志太郡                   | 朝比奈村                                                                             | 藤枝警察署       | 志太地区警察署           | 志太地区警察署            | 志太地区警察署           | 志太地区警察署                    | 藤枝警察署     | 藤枝警察署     | 藤枝市       |
| 志太郡                   | 岡部町                                                                               | 藤枝警察署       | 岡部町警察               | 志太地区警察署            | 志太地区警察署           | 志太地区警察署                    | 藤枝警察署     | 藤枝警察署     | 藤枝市       |
| 志太郡                   | 藤枝町 （1954年3月31日合併、藤枝市新設）                                             | 藤枝警察署       | 藤枝町警察               | 志太地区警察署            | 志太地区警察署           | 志太地区警察署                    | 藤枝警察署     | 藤枝警察署     | 藤枝市       |
| 志太郡                   | 青島町 （1954年3月31日合併、藤枝市新設）                                             | 藤枝警察署       | 青島町警察               | 志太地区警察署            | 志太地区警察署           | 志太地区警察署                    | 藤枝警察署     | 藤枝警察署     | 藤枝市       |
| 志太郡                   | 西益津村 （1954年1月1日藤枝町と合併）                                                | 藤枝警察署       | 志太地区警察署           | 志太地区警察署            | 志太地区警察署           | 志太地区警察署                    | 藤枝警察署     | 藤枝警察署     | 藤枝市       |
| 志太郡                   | 葉梨村、稲葉村、大洲村、高洲村 （1954年3月31日合併、藤枝市新設）                     | 藤枝警察署       | 志太地区警察署           | 志太地区警察署            | 志太地区警察署           | 志太地区警察署                    | 藤枝警察署     | 藤枝警察署     | 藤枝市       |
| 志太郡                   | 広幡村、瀬戸谷村                                                                     | 藤枝警察署       | 志太地区警察署           | 志太地区警察署            | 志太地区警察署           | 志太地区警察署                    | 藤枝警察署     | 藤枝警察署     | 藤枝市       |
| 志太郡                   | 六合村、大津村、大長村                                                               | 島田警察署       | 志太地区警察署           | 志太地区警察署            | 志太地区警察署           | 志太地区警察署                    | 島田警察署     | 島田警察署     | 島田市       |
| 島田市                   | 島田市                                                                               | 島田警察署       | 志太地区警察署           | 志太地区警察署            | 島田市警察               | 島田市警察                        | 島田警察署     | 島田警察署     | 島田市       |
| 志太郡                   | 伊久身村                                                                             | 島田警察署       | 志太地区警察署           | 志太地区警察署            | 大井川地区警察署         | 大井川地区警察署                  | 金谷警察署     | 島田警察署     | 島田市       |
| 志太郡                   | 笹間村                                                                               | 藤枝警察署       | 志太地区警察署           | 志太地区警察署            | 大井川地区警察署         | 大井川地区警察署                  | 金谷警察署     | 島田警察署     | 島田市       |
| 榛原郡                   | 下川根村                                                                             | 金谷警察署       | 榛原地区警察署           | 榛原地区警察署            | 大井川地区警察署         | 大井川地区警察署                  | 金谷警察署     | 島田警察署     | 島田市       |
| 榛原郡                   | 上川根村                                                                             | 金谷警察署       | 榛原地区警察署           | 榛原地区警察署            | 大井川地区警察署         | 大井川地区警察署                  | 金谷警察署     | 島田警察署     | 川根本町     |
| 志太郡                   | 東川根村                                                                             | 島田警察署       | 志太地区警察署           | 志太地区警察署            | 大井川地区警察署         | 大井川地区警察署                  | 金谷警察署     | 島田警察署     | 川根本町     |
| 志太郡                   | 徳山村                                                                               | 島田警察署       | 志太地区警察署           | 志太地区警察署            | 大井川地区警察署         | 大井川地区警察署                  | 金谷警察署     | 島田警察署     | 川根本町     |
| 榛原郡                   | 中川根村                                                                             | 金谷警察署       | 榛原地区警察署           | 榛原地区警察署            | 大井川地区警察署         | 大井川地区警察署                  | 金谷警察署     | 島田警察署     | 川根本町     |
| 榛原郡                   | 金谷町                                                                               | 金谷警察署       | 金谷町警察               | 金谷町警察                | 大井川地区警察署         | 大井川地区警察署                  | 金谷警察署     | 島田警察署     | 島田市       |
| 榛原郡                   | 五和村                                                                               | 金谷警察署       | 榛原地区警察署           | 榛原地区警察署            | 大井川地区警察署         | 大井川地区警察署                  | 川崎警察署     | 島田警察署     | 島田市       |
| 榛原郡                   | 初倉村                                                                               | 金谷警察署       | 榛原地区警察署           | 榛原地区警察署            | 榛原地区警察署           | 榛原地区警察署                    | 川崎警察署     | 島田警察署     | 島田市       |
| 榛原郡                   | 吉田村 （1949年7月1日町制施行）                                                      | 川崎警察署       | 吉田村警察               | 吉田町警察                | 榛原地区警察署           | 榛原地区警察署                    | 川崎警察署     | 牧之原警察署   | 吉田町       |
| 榛原郡                   | 川崎町                                                                               | 川崎警察署       | 川崎町警察               | 榛原地区警察署            | 榛原地区警察署           | 榛原地区警察署                    | 川崎警察署     | 牧之原警察署   | 牧之原市     |
| 榛原郡                   | 勝間田村、坂部村                                                                     | 川崎警察署       | 榛原地区警察署           | 榛原地区警察署            | 榛原地区警察署           | 榛原地区警察署                    | 川崎警察署     | 牧之原警察署   | 牧之原市     |
| 榛原郡                   | 萩間村                                                                               | 川崎警察署       | 榛原地区警察署           | 榛原地区警察署            | 榛原地区警察署           | 榛原地区警察署                    | 川崎警察署     | 牧之原警察署   | 牧之原市     |
| 榛原郡                   | 地頭方村                                                                             | 川崎警察署       | 地頭方村警察             | 榛原地区警察署            | 榛原地区警察署           | 榛原地区警察署                    | 川崎警察署     | 牧之原警察署   | 牧之原市     |
| 榛原郡                   | 相良町                                                                               | 川崎警察署       | 相良町警察               | 相良町警察                | 榛原地区警察署           | 榛原地区警察署                    | 川崎警察署     | 牧之原警察署   | 牧之原市     |
| 榛原郡                   | 菅山村 （1951年4月1日相良町に編入）                                                  | 川崎警察署       | 榛原地区警察署           | 相良町警察                | 榛原地区警察署           | 榛原地区警察署                    | 川崎警察署     | 牧之原警察署   | 牧之原市     |
| 榛原郡                   | 御前崎村、白羽村                                                                     | 川崎警察署       | 榛原地区警察署           | 榛原地区警察署            | 榛原地区警察署           | 榛原地区警察署                    | 川崎警察署     | 菊川警察署     | 御前崎市     |
| 小笠郡                   | 池新田町                                                                             | 堀之内警察署     | 池新田町警察             | 東小笠地区警察署          | 東小笠地区警察署         | 東小笠地区警察署                  | 菊川警察署     | 菊川警察署     | 御前崎市     |
| 小笠郡                   | 朝比奈村、比木村、佐倉村、新野村                                                     | 堀之内警察署     | 小笠地区警察署           | 東小笠地区警察署          | 東小笠地区警察署         | 東小笠地区警察署                  | 菊川警察署     | 菊川警察署     | 御前崎市     |
| 小笠郡                   | 内田村、加茂村、横地村、六郷村 （1954年1月1日合併、菊川町新設）                      | 堀之内警察署     | 小笠地区警察署           | 東小笠地区警察署          | 東小笠地区警察署         | 東小笠地区警察署                  | 菊川警察署     | 菊川警察署     | 菊川市       |
| 小笠郡                   | 堀之内町 （1954年1月1日合併、菊川町新設）                                            | 堀之内警察署     | 堀之内町警察             | 東小笠地区警察署          | 東小笠地区警察署         | 東小笠地区警察署                  | 菊川警察署     | 菊川警察署     | 菊川市       |
| 小笠郡                   | 河城村                                                                               | 堀之内警察署     | 小笠地区警察署           | 東小笠地区警察署          | 東小笠地区警察署         | 東小笠地区警察署                  | 菊川警察署     | 菊川警察署     | 菊川市       |
| 小笠郡                   | 小笠村、南山村、平田村 （1954年3月31日合併、小笠町新設）                             | 掛川警察署       | 小笠地区警察署           | 東小笠地区警察署          | 東小笠地区警察署         | 東小笠地区警察署                  | 菊川警察署     | 菊川警察署     | 菊川市       |
| 小笠郡                   | 笠原村（岡崎、山崎の残部）                                                           | 掛川警察署       | 小笠地区警察署           | 西小笠地区警察署          | 西小笠地区警察署         | 西小笠地区警察署                  | 掛川警察署     | 袋井警察署     | 袋井市       |
| 小笠郡                   | 笠原村（山崎の一部）                                                                 | 掛川警察署       | 小笠地区警察署           | 西小笠地区警察署          | 西小笠地区警察署         | 西小笠地区警察署                  | 掛川警察署     | 掛川警察署     | 掛川市       |
| 小笠郡                   | 大淵村                                                                               | 掛川警察署       | 小笠地区警察署           | 西小笠地区警察署          | 西小笠地区警察署         | 西小笠地区警察署                  | 掛川警察署     | 掛川警察署     | 掛川市       |
| 小笠郡                   | 横須賀町                                                                             | 掛川警察署       | 横須賀町警察             | 横須賀町警察              | 横須賀町警察             | 西小笠地区警察署                  | 掛川警察署     | 掛川警察署     | 掛川市       |
| 小笠郡                   | 掛川町 （1954年3月31日市制施行）                                                     | 掛川警察署       | 小笠地区警察署           | 掛川町警察                | 掛川町警察               | 掛川市警察                        | 掛川警察署     | 掛川警察署     | 掛川市       |
| 小笠郡                   | 上内田村 （1950年10月10日掛川町に編入）                                              | 掛川警察署       | 小笠地区警察署           | 掛川町警察                | 掛川町警察               | 掛川市警察                        | 掛川警察署     | 掛川警察署     | 掛川市       |
| 小笠郡                   | 西南郷村、栗本村、西山口村 （1951年4月1日掛川町と合併）                              | 掛川警察署       | 小笠地区警察署           | 掛川町警察                | 掛川町警察               | 掛川市警察                        | 掛川警察署     | 掛川警察署     | 掛川市       |
| 小笠郡                   | 東山口村、曽我村 （1954年3月31日掛川市に編入）                                       | 掛川警察署       | 小笠地区警察署           | 西小笠地区警察署          | 西小笠地区警察署         | 掛川市警察                        | 掛川警察署     | 掛川警察署     | 掛川市       |
| 小笠郡                   | 日坂村、東山村                                                                       | 掛川警察署       | 小笠地区警察署           | 西小笠地区警察署          | 西小笠地区警察署         | 西小笠地区警察署                  | 掛川警察署     | 掛川警察署     | 掛川市       |
| 小笠郡                   | 原谷村、原田村                                                                       | 掛川警察署       | 小笠地区警察署           | 西小笠地区警察署          | 西小笠地区警察署         | 西小笠地区警察署                  | 掛川警察署     | 掛川警察署     | 掛川市       |
| 小笠郡                   | 和田岡村、桜木村 （1954年3月31日合併、北小笠村新設）                                 | 掛川警察署       | 小笠地区警察署           | 西小笠地区警察署          | 西小笠地区警察署         | 西小笠地区警察署                  | 掛川警察署     | 掛川警察署     | 掛川市       |
| 小笠郡                   | 大坂村、睦浜村、千浜村 佐束村、土方村、中村                                          | 掛川警察署       | 小笠地区警察署           | 西小笠地区警察署          | 西小笠地区警察署         | 西小笠地区警察署                  | 掛川警察署     | 掛川警察署     | 掛川市       |
| 小笠郡                   | 倉真村、西郷村 （1954年3月31日合併、三笠村新設）                                     | 掛川警察署       | 小笠地区警察署           | 西小笠地区警察署          | 西小笠地区警察署         | 西小笠地区警察署                  | 掛川警察署     | 掛川警察署     | 掛川市       |
| 小笠郡                   | 原泉村（下記以外）                                                                   | 掛川警察署       | 小笠地区警察署           | 西小笠地区警察署          | 西小笠地区警察署         | 西小笠地区警察署                  | 掛川警察署     | 掛川警察署     | 掛川市       |
| 小笠郡                   | 原泉村（炭焼の一部）                                                                 | 掛川警察署       | 小笠地区警察署           | 西小笠地区警察署          | 西小笠地区警察署         | 西小笠地区警察署                  | 掛川警察署     | 袋井警察署     | 森町         |
| 周智郡                   | 森町                                                                                 | 森町警察署       | 森町警察                 | 周智地区警察署            | 周智地区警察署           | 周智地区警察署                    | 森警察署       | 袋井警察署     | 森町         |
| 周智郡                   | 飯田村、園田村、一宮村、天方村、三倉村                                               | 森町警察署       | 周智地区警察署           | 周智地区警察署            | 周智地区警察署           | 周智地区警察署                    | 森警察署       | 袋井警察署     | 森町         |
| 周智郡                   | 犬居町、熊切村、気多村                                                               | 森町警察署       | 周智地区警察署           | 周智地区警察署            | 周智地区警察署           | 周智地区警察署                    | 森警察署       | 天竜警察署     | 浜松市天竜区 |
| 周智郡                   | 山梨町、宇刈村                                                                       | 森町警察署       | 周智地区警察署           | 周智地区警察署            | 周智地区警察署           | 周智地区警察署                    | 森警察署       | 袋井警察署     | 袋井市       |
| 周智郡                   | 久努西村 （1948年9月1日袋井町と合併）                                                | 森町警察署       | 周智地区警察署           | 南磐田地区警察署          | 南磐田地区警察署         | 南磐田地区警察署                  | 磐田警察署     | 袋井警察署     | 袋井市       |
| 磐田郡                   | 袋井町                                                                               | 磐田警察署       | 袋井町警察               | 南磐田地区警察署          | 南磐田地区警察署         | 南磐田地区警察署                  | 磐田警察署     | 袋井警察署     | 袋井市       |
| 磐田郡                   | 久努村 （1952年10月10日袋井町と合併）                                                | 磐田警察署       | 南磐田地区警察署         | 南磐田地区警察署          | 南磐田地区警察署         | 南磐田地区警察署                  | 磐田警察署     | 袋井警察署     | 袋井市       |
| 磐田郡                   | 今井村、三川村                                                                       | 磐田警察署       | 南磐田地区警察署         | 南磐田地区警察署          | 南磐田地区警察署         | 南磐田地区警察署                  | 磐田警察署     | 袋井警察署     | 袋井市       |
| 磐田郡                   | 幸浦村、東浅羽村、西浅羽村、上浅羽村                                                 | 磐田警察署       | 南磐田地区警察署         | 南磐田地区警察署          | 南磐田地区警察署         | 南磐田地区警察署                  | 磐田警察署     | 袋井警察署     | 袋井市       |
| 磐田郡                   | 田原村（彦島の一部、新池、松袋井）                                                   | 磐田警察署       | 南磐田地区警察署         | 南磐田地区警察署          | 南磐田地区警察署         | 南磐田地区警察署                  | 磐田警察署     | 袋井警察署     | 袋井市       |
| 磐田郡                   | 田原村（彦島の一部、西島、三ヶ野、玉越、明ヶ島）                                     | 磐田警察署       | 南磐田地区警察署         | 南磐田地区警察署          | 南磐田地区警察署         | 南磐田地区警察署                  | 磐田警察署     | 磐田警察署     | 磐田市       |
| 磐田郡                   | 磐田町 （1948年4月1日市制施行）                                                      | 磐田警察署       | 磐田町警察               | 磐田市警察                | 磐田市警察               | 磐田市警察                        | 磐田警察署     | 磐田警察署     | 磐田市       |
| 磐田郡                   | 御厨村、向笠村、大藤村、長野村、岩田村                                               | 磐田警察署       | 南磐田地区警察署         | 南磐田地区警察署          | 南磐田地区警察署         | 南磐田地区警察署                  | 磐田警察署     | 磐田警察署     | 磐田市       |
| 磐田郡                   | 南御厨村、於保村                                                                     | 磐田警察署       | 南磐田地区警察署         | 南磐田地区警察署          | 南磐田地区警察署         | 南磐田地区警察署                  | 磐田警察署     | 磐田警察署     | 磐田市       |
| 磐田郡                   | 豊浜村                                                                               | 磐田警察署       | 南磐田地区警察署         | 南磐田地区警察署          | 南磐田地区警察署         | 南磐田地区警察署                  | 磐田警察署     | 磐田警察署     | 磐田市       |
| 磐田郡                   | 福田町                                                                               | 磐田警察署       | 福田町警察               | 南磐田地区警察署          | 南磐田地区警察署         | 南磐田地区警察署                  | 磐田警察署     | 磐田警察署     | 磐田市       |
| 磐田郡                   | 掛塚町                                                                               | 磐田警察署       | 掛塚町警察               | 南磐田地区警察署          | 南磐田地区警察署         | 南磐田地区警察署                  | 磐田警察署     | 磐田警察署     | 磐田市       |
| 磐田郡                   | 十束村、袖浦村                                                                       | 磐田警察署       | 南磐田地区警察署         | 南磐田地区警察署          | 南磐田地区警察署         | 南磐田地区警察署                  | 磐田警察署     | 磐田警察署     | 磐田市       |
| 磐田郡                   | 井通村、富岡村、池田村                                                               | 磐田警察署       | 南磐田地区警察署         | 南磐田地区警察署          | 南磐田地区警察署         | 南磐田地区警察署                  | 磐田警察署     | 磐田警察署     | 磐田市       |
| 磐田郡                   | 広瀬村                                                                               | 磐田警察署       | 南磐田地区警察署         | 南磐田地区警察署          | 南磐田地区警察署         | 南磐田地区警察署                  | 磐田警察署     | 磐田警察署     | 磐田市       |
| 磐田郡                   | 野部村、敷地村                                                                       | 二俣警察署       | 北磐田地区警察署         | 中磐田地区警察署          | 中磐田地区警察署         | 中磐田地区警察署                  | 二俣警察署     | 磐田警察署     | 磐田市       |
| 磐田郡                   | 龍山村                                                                               | 二俣警察署       | 北磐田地区警察署         | 中磐田地区警察署          | 中磐田地区警察署         | 中磐田地区警察署                  | 二俣警察署     | 天竜警察署     | 浜松市天竜区 |
| 磐田郡                   | 光明村、龍川村、上阿多古村、下阿多古村、熊村                                         | 二俣警察署       | 北磐田地区警察署         | 中磐田地区警察署          | 中磐田地区警察署         | 中磐田地区警察署                  | 二俣警察署     | 天竜警察署     | 浜松市天竜区 |
| 磐田郡                   | 二俣町                                                                               | 二俣警察署       | 二俣町警察               | 中磐田地区警察署          | 中磐田地区警察署         | 中磐田地区警察署                  | 二俣警察署     | 天竜警察署     | 浜松市天竜区 |
| 磐田郡                   | 浦川町、山香村、佐久間村                                                             | 水窪警察署       | 北磐田地区警察署         | 北磐田地区警察署          | 北磐田地区警察署         | 北磐田地区警察署                  | 水窪警察署     | 天竜警察署     | 浜松市天竜区 |
| 周智郡                   | 城西村 （1951年7月1日磐田郡に編入）                                                  | 水窪警察署       | 北磐田地区警察署         | 北磐田地区警察署          | 北磐田地区警察署         | 北磐田地区警察署                  | 水窪警察署     | 天竜警察署     | 浜松市天竜区 |
| 周智郡                   | 水窪町 （1951年7月1日磐田郡に編入）                                                  | 水窪警察署       | 水窪町警察               | 北磐田地区警察署          | 北磐田地区警察署         | 北磐田地区警察署                  | 水窪警察署     | 天竜警察署     | 浜松市天竜区 |
| 引佐郡                   | 気賀町                                                                               | 気賀警察署       | 気賀町警察               | 引佐地区警察署            | 引佐地区警察署           | 引佐地区警察署                    | 気賀警察署     | 細江警察署     | 浜松市北区   |
| 引佐郡                   | 三ヶ日町                                                                             | 気賀警察署       | 三ヶ日町警察             | 引佐地区警察署            | 引佐地区警察署           | 引佐地区警察署                    | 気賀警察署     | 細江警察署     | 浜松市北区   |
| 引佐郡                   | 東浜名村                                                                             | 気賀警察署       | 引佐地区警察署           | 引佐地区警察署            | 引佐地区警察署           | 引佐地区警察署                    | 気賀警察署     | 細江警察署     | 浜松市北区   |
| 引佐郡                   | 中川村                                                                               | 気賀警察署       | 引佐地区警察署           | 引佐地区警察署            | 引佐地区警察署           | 引佐地区警察署                    | 気賀警察署     | 細江警察署     | 浜松市北区   |
| 引佐郡                   | 奥山村、伊平村、鎮玉村                                                               | 気賀警察署       | 引佐地区警察署           | 引佐地区警察署            | 引佐地区警察署           | 引佐地区警察署                    | 気賀警察署     | 細江警察署     | 浜松市北区   |
| 引佐郡                   | 金指町 （1953年4月1日井伊谷村に編入）                                                | 気賀警察署       | 引佐地区警察署           | 引佐地区警察署            | 引佐地区警察署           | 引佐地区警察署                    | 気賀警察署     | 細江警察署     | 浜松市北区   |
| 引佐郡                   | 井伊谷村 （1953年4月1日町制施行、引佐町に改称）                                      | 気賀警察署       | 引佐地区警察署           | 引佐地区警察署            | 引佐地区警察署           | 引佐地区警察署                    | 気賀警察署     | 細江警察署     | 浜松市北区   |
| 引佐郡                   | 都田村                                                                               | 気賀警察署       | 引佐地区警察署           | 引佐地区警察署            | 引佐地区警察署           | 引佐地区警察署                    | 気賀警察署     | 細江警察署     | 浜松市北区   |
| 引佐郡                   | 麁玉村                                                                               | 気賀警察署       | 引佐地区警察署           | 引佐地区警察署            | 引佐地区警察署           | 引佐地区警察署                    | 気賀警察署     | 浜北警察署     | 浜松市浜北区 |
| 浜名郡                   | 小野口村 （1951年11月3日町制施行、浜名町に改称）                                     | 浜松警察署       | 浜名地区警察署           | 東浜名地区警察署          | 東浜名地区警察署         | 東浜名地区警察署                  | 浜松北警察署   | 浜北警察署     | 浜松市浜北区 |
| 浜名郡                   | 北浜村                                                                               | 浜松警察署       | 浜名地区警察署           | 東浜名地区警察署          | 東浜名地区警察署         | 東浜名地区警察署                  | 浜松北警察署   | 浜北警察署     | 浜松市浜北区 |
| 浜名郡                   | 竜地村 （1951年4月1日北浜村に編入）                                                  | 浜松警察署       | 浜名地区警察署           | 東浜名地区警察署          | 東浜名地区警察署         | 東浜名地区警察署                  | 浜松北警察署   | 浜北警察署     | 浜松市浜北区 |
| 浜名郡                   | 赤佐村、中瀬村                                                                       | 浜松警察署       | 浜名地区警察署           | 東浜名地区警察署          | 東浜名地区警察署         | 東浜名地区警察署                  | 浜松北警察署   | 浜北警察署     | 浜松市浜北区 |
| 浜名郡                   | 三方原村 （1954年7月1日浜松市に編入）                                                | 浜松警察署       | 浜名地区警察署           | 東浜名地区警察署          | 東浜名地区警察署         | 東浜名地区警察署                  | 浜松北警察署   | 細江警察署     | 浜松市北区   |
| 浜名郡                   | 積志村                                                                               | 浜松警察署       | 浜名地区警察署           | 東浜名地区警察署          | 東浜名地区警察署         | 東浜名地区警察署                  | 浜松北警察署   | 浜松東警察署   | 浜松市東区   |
| 浜名郡                   | 長上村 （1954年3月31日浜松市に編入）                                                 | 浜松警察署       | 浜名地区警察署           | 東浜名地区警察署          | 東浜名地区警察署         | 浜松市東警察署                    | 浜松東警察署   | 浜松東警察署   | 浜松市東区   |
| 浜名郡                   | 豊西村 （1951年4月1日笠井町と合併）                                                  | 浜松警察署       | 浜名地区警察署           | 笠井町警察                | 笠井町警察               | 浜松市東警察署                    | 浜松東警察署   | 浜松東警察署   | 浜松市東区   |
| 浜名郡                   | 笠井町 （1954年3月31日浜松市に編入）                                                 | 浜松警察署       | 笠井町警察               | 笠井町警察                | 笠井町警察               | 浜松市東警察署                    | 浜松東警察署   | 浜松東警察署   | 浜松市東区   |
| 浜名郡                   | 中ノ町村 （1954年3月31日浜松市に編入）                                               | 浜松警察署       | 中ノ町村警察             | 中ノ町村警察              | 中ノ町村警察             | 浜松市東警察署                    | 浜松東警察署   | 浜松東警察署   | 浜松市東区   |
| 浜名郡                   | 和田村 （1954年3月31日浜松市に編入）                                                 | 浜松警察署       | 和田村警察               | 和田村警察                | 和田村警察               | 浜松市東警察署                    | 浜松東警察署   | 浜松東警察署   | 浜松市東区   |
| 浜松市（現在の蒲地区）   | 浜松市（現在の蒲地区）                                                               | 浜松警察署       | 浜松市警察               | 浜松市警察                | 浜松市警察               | 浜松市東警察署                    | 浜松東警察署   | 浜松東警察署   | 浜松市東区   |
| 浜松市（現在の江東地区） | 浜松市（現在の江東地区）                                                             | 浜松警察署       | 浜松市警察               | 浜松市警察                | 浜松市警察               | 浜松市東警察署                    | 浜松東警察署   | 浜松東警察署   | 浜松市中区   |
| 浜松市（中心部）         | 浜松市（中心部）                                                                     | 浜松警察署       | 浜松市警察               | 浜松市警察                | 浜松市警察               | 浜松市中央警察署                  | 浜松中央警察署 | 浜松中央警察署 | 浜松市中区   |
| 浜松市（現在の白脇地区） | 浜松市（現在の白脇地区）                                                             | 浜松警察署       | 浜松市警察               | 浜松市警察                | 浜松市警察               | 浜松市中央警察署                  | 浜松東警察署   | 浜松東警察署   | 浜松市南区   |
| 浜名郡                   | 河輪村、五島村 （1951年3月23日浜松市に編入）                                         | 浜松警察署       | 浜名地区警察署           | 浜松市警察                | 浜松市警察               | 浜松市東警察署                    | 浜松東警察署   | 浜松東警察署   | 浜松市南区   |
| 浜名郡                   | 新津村 （1951年3月23日浜松市に編入）                                                 | 浜松警察署       | 浜名地区警察署           | 浜松市警察                | 浜松市警察               | 浜松市中央警察署                  | 浜松北警察署   | 浜松東警察署   | 浜松市南区   |
| 浜名郡                   | 芳川村、飯田村                                                                       | 浜松警察署       | 浜名地区警察署           | 東浜名地区警察署          | 東浜名地区警察署         | 東浜名地区警察署                  |                | 浜松東警察署   | 浜松市南区   |
| 浜名郡                   | 可美村                                                                               | 浜松警察署       | 浜名地区警察署           | 東浜名地区警察署          | 東浜名地区警察署         | 東浜名地区警察署                  | 浜松中央警察   | 浜松東警察署   | 浜松市南区   |
| 浜名郡                   | 吉野村                                                                               | 浜松警察署       | 浜名地区警察署           | 東浜名地区警察署          | 東浜名地区警察署         | 東浜名地区警察署                  | 浜松北警察署   | 浜松中央警察署 | 浜松市中区   |
| 浜名郡                   | 入野村、篠原村                                                                       | 浜松警察署       | 浜名地区警察署           | 東浜名地区警察署          | 東浜名地区警察署         | 東浜名地区警察署                  | 浜松中央警察   | 浜松西警察署   | 浜松市西区   |
| 浜名郡                   | 神久呂村 和地村、伊佐見村 村櫛村、南庄内村、北庄内村                                 | 浜松警察署       | 浜名地区警察署           | 東浜名地区警察署          | 東浜名地区警察署         | 東浜名地区警察署                  | 浜松北警察署   | 浜松西警察署   | 浜松市西区   |
| 浜名郡                   | 雄踏町                                                                               | 浜松警察署       | 雄踏町警察               | 東浜名地区警察署          | 東浜名地区警察署         | 東浜名地区警察署                  | 浜松中央警察   | 浜松西警察署   | 浜松市西区   |
| 浜名郡                   | 舞阪町                                                                               | 浜松警察署       | 舞阪町警察               | 舞阪町警察                | 舞阪町警察               | 西浜名地区警察署                  | 新居警察署     | 浜松西警察署   | 浜松市西区   |
| 浜名郡                   | 新居町                                                                               | 新居警察署       | 新居町警察               | 西浜名地区警察署          | 西浜名地区警察署         | 西浜名地区警察署                  | 新居警察署     | 湖西警察署     | 湖西市       |
| 浜名郡                   | 白須賀町、新所村、入出村、知波田村                                                   | 新居警察署       | 浜名地区警察署           | 西浜名地区警察署          | 西浜名地区警察署         | 西浜名地区警察署                  | 新居警察署     | 湖西警察署     | 湖西市       |
| 浜名郡                   | 鷲津町                                                                               | 新居警察署       | 鷲津町警察               | 鷲津町警察                | 鷲津町警察               | 西浜名地区警察署                  | 新居警察署     | 湖西警察署     | 湖西市       |

## 県内の自治体警察
- 静岡市警察（中央警察署、南警察署）
- 浜松市警察（中央警察署、東警察署）
- 沼津市警察
- 清水市警察
- 熱海市警察
- 三島市警察
- 富士宮市警察
- 伊東市警察
- 島田市警察
- 吉原市警察
- 磐田市警察
- 焼津市警察
- 小山町警察
- 掛川町警察